# Kumi Kōda
Pour les articles homonymes, voir Koda.
Kumiko Koda (神田 來未子, Kōda Kumiko), plus connue sous son nom de scène Kumi Koda (倖田 來未, Kōda Kumi), est une chanteuse japonaise née le 13 novembre 1982 à Kyoto, connue pour ses chansons urban et R&B. Elle est mariée à Kenji03, du groupe Back-On, avec lequel elle a eu un fils né le 17 juillet 2012.
Elle débute en 2000 avec le single Take Back et gagne en célébrité avec Real Emotion / 1000 no Kotoba (2003), deux chansons utilisées comme thèmes musicaux dans le jeu vidéo Final Fantasy X-2. Sa popularité s'accroit en 2005 avec les sorties de son quatrième album Secret, son sixième single Butterfly et sa première compilation Best: First Things (2005), qui atteignent respectivement les troisième, deuxième et première places des hits parades japonais.
Bien que ses premiers albums la présentent avec une image conservatrice, elle adopte dès 2003 un style plus sexy et provocateur et devient un modèle de mode pour les jeunes femmes en lançant notamment de nouvelles tendances comme le Ero-kakkoii. Elle remporte plusieurs récompenses liées à la mode comme le Best Jeanist Award (littéralement « meilleur porteur de jeans ») et trois fois le titre de « Nail Queen » (reine des ongles) depuis 2006. Sa popularité lui permet de prêter son image et ses chansons à plusieurs publicités. En 2006 et 2007, le hit-parade Oricon récompense Koda comme étant l'artiste la mieux vendue (« best-selling artist »). Sa petite sœur, Misono, est également chanteuse.

## Biographie

### Sa famille et son entrée dans le monde de la musique
Kumi est née le 13 novembre 1982 dans une famille de musiciens. Son père est un joueur de flûte de bambou et sa mère est chanteuse avec la même voix grave que Kumi. Dès son plus jeune âge, Kumi a décidé qu'elle voulait devenir une chanteuse après avoir vu sa mère chanter au karaoke dans des bars. Elle passe alors plusieurs castings dont celui pour devenir une membre du groupe Dream, qu'elle rate ou encore celui des Morning Musume lors de la 3e génération où c'est Maki Goto qui est prise. Pendant sa deuxième année de lycée Kumi a auditionné pour « Dream Audition » organisé par Avex où elle sort 2e sur 120 000 participants. Elle a alors signée avec Avex sous le label Rhythm Zone. Kumi est également la grande sœur de Misono (ancienne membre du groupe Day After Tomorrow, aujourd'hui chanteuse solo).

### Ses débuts à 2004
Kumi débute le 6 décembre 2000 avec le single Take Back suivi de Trust Your Love (2001), Color of Soul (2001) et So Into You (2002). Trust Your Love et Color of Soul arrivent au top 30 des ventes, Trust Your Love atteint la 18e place et devient son premier single du Top 20. Utilisant le nom de scène Koda, Kumi sort Take Back et Trust Your Love en anglais et sort les singles aux États-Unis sous Orpheus Records. Take Back arrive 18 au Hot Dance Music/Maxi-Singles Sales tandis que Trust Your Love a plus de succès et arrive numéro 1, il arrive 19e au Hot Singles Sales et 35e au Hot Dance Club Play. Après les attaques du 11 septembre 2001, Koda Kumi et la chanteuse Coréenne BoA sortent un single de charité intitulé The Meaning of Peace, qui fait partie du projet Song+Nation de Avex pour lever des fonds pour venir en aide aux victimes.
En mars 2002, Kumi sort son album Affection sous Rhythm Zone et arrive 12e à l'Oricon. Après la sortie de son album, Koda Kumi sort 3 singles, Love Across the Ocean, M.A.Z.E et Real Emotion / 1000 no Kotoba (2003). Love Across the Ocean arrive 19e et M.A.Z.E 25e. Elle a réalisé un succès mineur avec Real Emotion / 1000 no Kotoba qui arrive 3e après 3 semaines. Les chansons ont été utilisées comme thèmes d'ouverture et de fin, du jeu vidéo Final Fantasy X-2, en outre, Kumi a exécuté les mouvements de danse et a été utilisé comme modèle pour le personnage Lenne dans la version japonaise du jeu. Elle sort un album en mars 2003, Grow into One, qui arrive 11e, puis 8e à la quatrième semaine de sa course. Dès lors, Kumi a enchaîné les singles au Top 20 avec Come with me, Gentle Words et Crazy 4 U (2004), ce dernier étant utilisé comme générique d'ouverture de l'anime Gilgamesh.
Ensuite, elle sort un autre album en février 2004, Feel My Mind, qui débute 7e à l'Oricon. Kumi a aussi repris la chanson de Yoko Maekawa de l'anime Cutie Honey pour le film d'action 2004 et Re: Cutie Honey. La chanson, qui a partagé le même nom que l'anime, a été incluse comme bonus Track sur l'album et est devenue l'un des titres de son prochain single Love and Honey (2004). À la fin de l'année Kumi sort deux singles de plus, Chase et Kiseki. Bien que Kumi ai été toujours connu pour avoir des modes changeantes dans ses vidéos, la vidéo de Kiseki a marqué le commencement de son image sexy dans ses vidéos.

### 2005 à 2006
En 2005, elle a commencé la tendance « ero-kakkoi » ou « ero-kawaii » au Japon et essaye de rendre le port de la lingerie plus acceptable par le public au Japon. L'image de Kumi a inspiré d'autres artistes, comme la chanteuse coréenne Ayumi Lee et, la chanteuse et top model japonaise, Leah Dizon, toutes les deux connues pour leur usage de la sexualité pour leur image.
Koda Kumi commence 2005 avec 2 sorties, le single Hands et l'album Secret. Secret débute numéro 3 à l'Oricon, c'est le premier de Kumi qui est au Top 5. L'album est certifié 2 fois de platine par RIAJ et a été vendu en 521 000 exemplaires au total.
Kumi sort ensuite le single Hot Stuff qui se trouve sur l'album. Peu après, Kumi sort son premier DVD live Secret: First Class Limited Live. En 2006, l'Oricon rapporte que le DVD avait placé un nouveau record sur les diagrammes de la musique DVD en restant numéro 1 à l'Oricon DVD pendant sept semaines au total.
Ensuite Kumi sort le single Butterfly qui arrive numéro 2 à l'Oricon, son premier single qui y arrive. Kumi gagne sa première récompense au 47e Japan Record Award pour Butterfly le 1er janvier 2006, et on lui a attribué le « Triple Crown » au Japan Gold Disc Awards le 10 mars 2006, pour avoir gagné trois récompenses : « Pop Artist of the Year », « Pop Album of the Year » et « Music Video of the Year ». Elle a continué à gagner beaucoup de récompenses pour cette chanson, le 27 mai 2006, MTV VMAJ a attribué a Kumi plusieurs récompenses : « Best Female Video » et « Best Video of the Year » pour Butterfly et « buzzASIA from Japan » pour Trust You.
Celui-ci est suivi par 2 singles Flower et Promise / Star qui arrive numéro 4. En septembre, Kumi sort son premier album compilation, Best: First Things. L'album débute à la 2e place la 1re semaine et atteint la 1re place les semaines suivantes, devenant le premier album numéro 1 de Kumi. L'album a été vendu à plus d'un million, million qui a été certifié par Recording Industry Association of Japan.
En décembre Kumi commence le « 12 Singles Project », pendant douze semaines consécutives, elle a sortira un single par semaine (dont neuf ont été marqués en tant qu'éditions limitées). Le premier single du projet, You, débute numéro 1 à l'Oricon et devient le premier single numéro 1 de Kumi. Ensuite sortent Birthday Eve, D.D.D. et Shake It Up avant la fin de l'année. Le premier single de l'année 2006 est Lies, suivi de Feel, Candy, No Regret, Ima Sugu Hoshii, Kamen, Wind et Someday / Boys♡Girls. Feel débute numéro 1 à l'Oricon. You est resté dans le Top 10 de l'Oricon pendant la sortie de Shake It Up et Lies, faisant de Kumi la première artiste féminine à avoir trois singles dans le Top 10 de l'Oricon de la semaine. Le journal de Singapour The New Paper suggéra que son image sexy ai été responsable de ses ventes.
Elle a vendu en plus grande quantité que «la reine de la J-pop» Ayumi Hamasaki en 2006 et 2007. Get It On le 13e et dernier single du projet est un single digital, il est suivi d'un nouvel album compilation, Best: Second Session. L'album reprend les 12 singles et comporte deux nouvelles chansons, il sort sous trois formats différents : CD, CD+DVD, CD+2DVD. L'album arrive numéro 1 et a été vendu en 983 000 exemplaires dès la première semaine, faisant de Kumi la première artiste féminine avec des ventes aussi élevées pour une compilation depuis Utada Hikaru Single Collection Vol. 1 de Hikaru Utada. Le million de ventes de l'album de Kumi a été certifié par RIAJ.
Après cet album, Kumi sort un single intitulé Koi no Tsubomi, qui est sorti en ligne, un jour avant sa sortie « physique », et a atteint un million de téléchargements. Le single arrive numéro 2 au début de la semaine avec 140 000 exemplaires vendus. Ce sont les meilleures ventes en début de semaine pour une artiste féminine en 2006, jusqu'au single Blue Bird de Ayumi Hamasaki qui l'a surpasse.
Le 26 juillet 2006, Kumi sort son premier photobook Maroc, photographié par Leslie Kee, il a été associé au single 4 hot wave, qui est sorti le même jour. Kumi a repris le titre de meilleures ventes en début de semaine pour une artiste féminine en 2006 avec le single 4 hot wave, qui arrive second derrière les KinKi Kids. 4 hot wave est le 19e single consécutif qui débute au Top 10 depuis Kiseki.
Le single suivant, Yume no Uta / Futari de..., c'est Kumi qui a écrit les chansons, a choisi les équipements, et produit les concepts pour les vidéos des deux chansons. Grâce à la chanson Yume no Uta, Kumi a recueilli plus de récompenses. Elle a été gagnante au Grand Prix du 39e Japan Usen Grand Prize. Kumi a alors enregistré une reprise de Bubblegum Brothers, Won't Be Long avec le groupe Exile.
Cherry Girl / Unmei est le dernier single créé avant la sortie en décembre de son album Black Cherry qui devient le premier album d'une artiste féminine a rester durant 4 semaines numéro 1 à l'Oricon depuis Duty de Ayumi Hamasaki.
En 2006, Koda Kumi a commencé à gagner de nouvelles récompenses, incluant le « Best Jeanist Award » le 4 septembre 2006, et le titre de «Reine des ongles» pour son nail art le 21 novembre 2006 au Japan Nail Expo. Quand la popularité des chanteurs japonais diminuait à Singapour à la suite de la montée de la popularité de la « korean wave » en pop, l'image sexy de Kumi a augmenté sa popularité dans la région et y a relancé l'intérêt pour la J-pop. James Kang, directeur commercial de Warner Music en Asie, a remarqué que l'image sexy de Kumi est populaire non seulement auprès des hommes mais également auprès des femmes, même plus âgées (« Japanese aunties ») parce qu'elle emploie son image dans un rapport féministe : « Elle dit constamment aux femmes de croire en elles-mêmes et de faire ce qu'elles veulent faire. ». L'image sexuelle de Kumi n'est pas sans détracteurs, cependant : dans des sondages en ligne, elle a été élue la deuxième « most un-hip artist », et la première  «artiste que vous souhaiteriez voir disparaître en 2007». Kumi a été également surnommé «la honte de Kyoto». Fin 2006, Kumi est nommée comme l'artiste ayant le plus vendu en 2006, avec un profit de 12 702 200 000 yens.

### 2007 à 2008 la polémique
Le 14 mars 2007, Kumi sort un nouveau single BUT / Aishô, un autre album compilation, Best: Bounce and Lovers et un DVD de son 2e concert Live Tour 2006–2007: Second Session.
Ensuite arrive le single FREAKY, qui arrive numéro 1 à l'Oricon et donne à Kumi son 4e single numéro 1. Kumi chante au « Japanese leg of Live Earth » au Japon le 7 juillet 2007, et présente au Ap Bank Fes '07, un concert orienté vers la protection de la nature, accueilli par Kazutoshi Sakurai de M. Children, le 15 juillet 2007.
En août 2007, une rumeur insinue que Kumi sortirait avec Masahiro Nakai (leader du groupe SMAP) ; les médias ont questionné les agences des artistes sur la rumeur, qui n'a été ni confirmée ni niée. En septembre, pendant une émission de variétés, une membre de la haute société, Dewi Sukarno, parlait de son petit ami idéal et a mentionné que Nakai et Kumi étaient sorti ensemble. Une autre rumeur disait qu'ils avaient l'intention de se marier avant les 25 ans de Kumi. En décembre, la rumeur est confirmée dans le journal «Josei Seven». Le couple a été nommé « couple national », un surnom utilisé dans les années 60, quand l'acteur Akira Kobayashi avait épousé la chanteuse d'enka Hibari Misora. Cependant, certains ont nié la véracité de la rumeur, affirmant que Johnny Kitagawa, producteur de Nagai, l'a orchestrée afin de pouvoir transférer les SMAP sur le label Avex de Koda ; des sites ont affirmé que Koda serait juste une couverture pour la vraie petite amie de Nakai.
À la fin de 2007, Kumi sort deux singles Ai no Uta et Last Angel, qui est fait en collaboration avec le groupe/boys band coréen Tohoshinki (alias DBSK). Last Angel est utilisé comme chanson thème pour la version japonaise de Resident Evil: Extinction.
Le 1er décembre, elle fait sa première tournée au Tokyo Dôme, sa troisième dans tout le pays et sa première à l'Arena Tour. Kumi devient la 7e chanteuse solo à aller au Tokyo Dôme avec un public de 45 000 personnes. Après avoir vendu plus de 7,3 billions de yens, valeurs de ses CD et DVD, Kumi est encore l'artiste qui a eu les meilleures ventes de l'année 2007 à l'Oricon.
Le 23 janvier 2008, sort le single Anytime, qui est suivi par l'album Kingdom. Avec un peu plus de 420 000 exemplaires vendus, Kingdom débute numéro 1 à l'Oricon.
Le 31 janvier, Kumi est l'invitée de la populaire émission de radio All Night Nippon :  discutant de son mariage récent et de ses plans pour avoir des enfants, elle déclare que «Quand une femme a 35 ans, le liquide amniotique pourrit. aussi je voudrais avoir un enfant avant 35 ans.». En raison de l'intense polémique médiatique produite par ce commentaire jugé insultant de Koda, son label Avex fait des excuses publiques, et pour se faire pardonner, annonce l'arrêt de toute la promotion de l'album Kingdom. De plus, plusieurs des contrats publicitaires de Koda sont suspendus. Kumi fait elle-même des excuses publiques sur la chaine Fuji TV. En dépit de la polémique, Kingdom reste numéro 1, pour une 2e semaine consécutives.
Deux mois plus tard, Kumi sort le DVD du Live Tour 2007: Black Cherry Tour Special Final in Tokyo Dome. Le 12 avril 2008, Kumi commence sa tournée le Koda Kumi Live Tour 2008: Kingdom.
Le 11 juin 2008 sort le single Moon qui contient 4 chansons. Moon Crying sert de thème pour le drama Puzzle, et il y a également une chanson en collaboration avec Fergie (Black Eyed Peas), Kumi assistera encore au a-nation de l'année 2008 en été. Elle est apparue à chacune des huit représentations du a-nation au Japon en compagnie d'autres artistes de Avex tel que Every Little Thing, Ai Ōtsuka, Namie Amuro, Ayumi Hamasaki, Tohoshinki ou Maki Gotō.
En octobre, Kumi sort le single TABOO qui se vend en 66 000 exemplaires dès la première semaine, il débute numéro 1 et devient le 5e single de Kumi a arrivé numéro 1.
Ensuite arrive le single Stay with me lors du réveillon de Noël, qui débute numéro 1 avec 58 000 exemplaires vendus.

### 2009 à aujourd'hui
Le 28 janvier 2009, l'album Trick sort, et arrive numéro 1 à l'Oricon avec 253 000 exemplaires vendus dès la première semaine. Bien que l'album débute numéro 1, c'est sa plus basse vente d'album depuis son troisième album Secret.
En outre, Kumi sort deux albums le 25 mars 2009, Out Works and Collaboration Best et Koda Kumi Driving Hit's. Le premier est une compilation des chansons en collaborations avec d'autres artistes, et le deuxième est un album de remix. Out Works and Collaboration Best et Koda Kumi Driving Hit's débutent respectivement à la 7e et 6e place.
Le 31 mars 2009, Kumi sort un nouveau single It's all Love!, en collaboration avec sa petite sœur Misono et qui arrive no 1 à l'Oricon. La 2e chanson du single, Faraway chantée par Kumi, sert de chanson thème pour le film Subaru.
Le 8 juillet 2009, Kumi sort le single 3 Splash qui arrive en seconde place. Suivi de ALIVE / Physical thing qui prend la première place à l'Oricon. Le 3 février 2010, sort le single Can We Go Back. Single qui est une reprise d'une chanson du 4e album de Kelly Clarkson.
Le 3 février 2010, Kumi sort une compilation, Best: Third Universe et un nouvel album, Universe, qui ont été vendus ensemble.
Le 7 juillet 2010, elle sort son 47e single Gossip Candy, qui comporte 3 nouvelles chansons comme pour 3 Splash. Le 22 septembre 2010, sort son 48e single Suki De, Suki De, Suki De/Anata Dake Ga, qui contient une nouvelle version de la chanson Walk de Koda Kumi.
Le 6 octobre 2010 est sorti en DVD Koda Kumi Live Tour 2010 ~Universe~; qui est suivi d'un album de reprise Eternity ~Love & Songs~ qui est sorti le 13 octobre 2010.
Pour fêter ses 10 années de carrière, un concert appelé Koda Kumi 10th Anniversary FANTASIA a lieu le 5 décembre 2010 au Tokyo Dome.
Le 2 février 2011, sort son 49e single Pop Diva. Son nouvel album Dejavu sort le 2 mars 2011 et arrive no 1 à l'Oricon. Le 4 mai sortira l'album remix Koda Kumi Driving Hit's 3, qui a été repoussé à cause des problèmes au Japon. Le 18 mai 2011 est sorti un nouveau DVD KODA KUMI 10th Anniversary ~FANTASIA~ in TOKYO DOME de son concert fêtant ses 10 années de carrière. Le 17 août 2011, elle sort un nouveau single 4 TIMES qui se classe 6e à l'Oricon. Il est suivi le mois suivant d'un autre single, Ai wo Tomenaide qui a servi de thème musical pour le film Second Virgin et s'est classé 6e également à l'Oricon. Seulement deux mois plus tard, le 30 novembre, elle sort de nouveau un single, intitulé Love Me Back. La chanson titre sert de thème d'ouverture pour le drama Nazotoki wa Dinner no Ato de. Le 12 décembre 2011 les rumeurs selon lesquelles Koda Kumi aurait un petit ami sont finalement prouvées, une annonce officielle apprend que Koda Kumi est actuellement avec Kenji03 (groupe BACK-ON). Le 16 décembre, Kumi a alors annoncé qu'elle était enceinte de 8 semaines. Le 17 juillet 2012, elle accouché d'un petit garçon.
Son nouvel album Japonesque est annoncé pour le 25 janvier 2012. Il arrive 1er à l'Oricon et il se vend à 93 835 exemplaires la première semaine, il est pour l'instant en dessous des ventes de son précédent album. Le 14 mars 2012, elle sort son 4e album remix Koda Kumi Driving Hit's 4 et sort le même jour son premier album live KODA KUMI LIVE TOUR 2011～Dejavu～ LIVE CD réservé exclusivement à son fan club.

## Style musical
Le style musical de Koda Kumi est principalement de la J-Pop et du R&B; cependant ce ne fut qu'après que Kumi ait signé avec Rythm Zone qu'ils devinrent ses principaux styles musicaux. Mais tout au long de sa carrière, son style musical est passé par différents styles comme le rock, le hip-hop, l'élecro et la danse.

## Discographie

### Singles
1. TAKE BACK (2000.12.06)
2. Trust Your Love (2001.05.09)
3. Color of Soul (2001.10.03)
  - The Meaning of Peace (2001.12.19) (duo avec BoA)
4. So Into You (2002.03.13)
5. Love across the ocean (2002.07.24)
6. M.A.Z.E (2002.12.11)
7. Real Emotion / 1000 no Kotoba (2003.03.05)
8. COME WITH ME (2003.08.27)
9. Gentle Words (2003.12.10)
10. Crazy 4 U (2004.01.15)
11. Love & Honey (2004.05.26)
12. Chase (2004.07.28)
13. Kiseki (2004.09.08)
14. Hands (2005.01.19)
15. Hot Stuff feat.KM-MARKIT (2005.04.13)
16. Butterfly (2005.06.22)
17. Flower (2005.08.10)
18. Promise / Star (2005.09.07)
19. You (2005.12.07)
20. Birthday Eve (2005.12.14)
21. D.D.D. feat.SOULHEAD (2005.12.21)
22. Shake It Up (2005.12.28)
23. Lies (2006.01.04)
24. Feel (2006.01.11)
25. Candy feat.Mr.Blistah (2006.01.18)
26. No Regret (2006.01.25)
27. Ima Sugu Hoshii (2006.02.01)
28. Kamen feat.Ishii Tatsuya (2006.02.08)
29. Wind (2006.02.15)
30. Someday / Boys♡Girls (2006.02.22)
31. Koi no Tsubomi (2006.05.24)
32. 4 hot wave (2006.07.26)
33. Yume no Uta / Futari de... (2006.10.18)
  - Won't Be Long (2006.11.22) (duo avec EXILE)
34. Cherry Girl / Unmei (2006.12.06)
35. BUT / Aishô (2007.03.14)
36. FREAKY (2007.06.27)
37. Ai no Uta (2007.09.12)
38. LAST ANGEL feat.TOHOSHINKI (2007.11.07)
39. Anytime (2008.01.23)
40. Moon (2008.06.11)
41. TABOO (2008.10.08)
42. stay with me (2008.12.10)
43. It's all Love! (Koda Kumi x Misono) (2009.03.31)
44. 3 Splash (2009.07.08)
45. ALIVE / Physical thing (2009.09.12)
46. Can We Go Back (2010.01.20)
47. Gossip Candy (2010.07.07)
48. Suki De, Suki De, Suki De/Anata Dake Ga (2010.09.22)
49. Pop Diva (2011.02.02)
50. 4 TIMES (2011.08.17)
51. Ai wo Tomenaide (2011.09.21)
52. Love Me Back (2011.11.30)
53. Go to the top (2012.10.24)
54. Koishikute (2012.12.05)
55. Summer Trip (2013.07.31)
56. Dreaming Now! (2013.11.13)
57. Hotel (2014.08.06)

Singles Digital
1. Get It On (2006.03.01)
2. Hey baby! (2011.12.01)
3. Brave (2012.01.18)
4. So Nice feat. Mr.Blistah (2012.01.18)
5. Slow feat. Omarion (2012.01.18)
6. Escalate (2012.01.18)
7. No Man's Land (2012.01.18)
8. Boom Boom Boys (2012.01.18)
9. Whatchu Waitin' On? (2012.07.25)
10. Lovely (ラブリー) (2013.02.13)
11. LaLaLaLaLaLa (2013.07.24)
12. Show Me Your Holla (2014.02.12)
13. Hotel (2014.07.30)
14. Dance In The Rain (2014.11.05)

### Albums
Albums studio
1. Affection (27 mars 2002)
2. Grow into One (19 mars 2003)
3. Feel My Mind (18 février 2004)
4. Secret (9 février 2005)
5. Black Cherry (20 décembre 2006)
6. Kingdom (30 janvier 2008)
7. Trick (28 janvier 2009)
8. Universe (3 février 2010)
9. Dejavu (2 mars 2011)
10. Japonesque (25 janvier 2012)
11. Bon voyage (26 février 2014)
12. Walk of My Life (18 mars 2015)
13. W Face~outside~ (8 mars 2017)
14. W Face~inside~ (8 mars 2017)
15. AND (28 février 2018)

Compilations
1. Best: First Things (21 septembre 2005)
2. Best: Second Session (8 mars 2006)
3. Best ~Bounce & Lovers~ (14 mars 2007)
4. Out Works and Collaboration Best (25 mars 2009)
5. Best ~Third Universe~ (3 février 2010)
6. Summer of Love (22 juillet 2015)
7. Winter of Love (20 janvier 2016)

Album Live
1. KODA KUMI LIVE TOUR 2011～Dejavu～ LIVE CD (14 mars 2012)

Albums de remix
1. Koda Kumi Driving Hit's (25 mars 2009)
2. Koda Kumi Driving Hit's 2 (31 mars 2010)
3. Koda Kumi Driving Hit's 3 (4 mai 2011)
4. Koda Kumi Driving Hit's 4 (14 mars 2012)
5. Beach Mix (1er août 2012)
6. Koda Kumi Driving Hit's 5 (13 mars 2013)
7. Koda Kumi Driving Hit's 6 (19 mars 2014)
8. Koda Kumi Driving Hit's 7 (5 avril 2017)
9. Koda Kumi Driving Hit's 8 (28 mars 2018)

Albums de reprise
1. Eternity ~Love & Songs~ (13 octobre 2010)
2. Color the Cover (27 février 2013)

### DVD
Concerts

### song+nation
1. The meaning of peace feat. BoA (2001/12/19) [environ 67 000 exemplaires vendus]
2. songnation (performed the meaning of peace w/BoA) (2002/1/23)

### Collaborations
1. LISA - SWITCH feat. Koda Kumi and Heartsdales (2004/4/21)
2. JHETT a.k.a YAKKO for AQUARIUS - Just Go feat. Koda Kumi(2005/3/9) [environ 2 500 exemplaires]
3. KM-MARKIT - Vivid (Rainy Day) (2005/4/20)
4. It's a small world feat. Heartdales
5. Super Sonic feat. D.I PROD BY DAISUKE IMAI (2005/7/20)
6. SOULHEAD - PRAY/XXX feat.倖田來未 (2006/2/1)
7. Won't be long - Koda Kumi feat. EXILE
8. Heat - Koda Kumi feat. MEGARYU
9. Hot Stuff - Koda Kumi feat. KM-MARKIT
10. Candy - Koda Kumi feat. Mr. Blistah
11. Last Angel - Koda Kumi feat. TOHOSHINKI
12. That Ain't Cool - Koda Kumi feat. Fergie
13. Koda Kumi x Misono - It's all Love !
14. Thing for ALIVE - Koda Kumi & DJ Caramel

### Sources
- (ja) Profil de Koda Kumi
- (ja) Fiche de l'Oricon sur Koda Kumi
- (en) Koda Kumi dépasse les ventes d'Ayumi
- (en) Kumi Koda gagne à la Japan Nail Expo
- (ja) Différence d'âge entre Kumi et le leader des SMAP
- (en) Rumeur sur une liaison entre Masahiro Nakai et Kumi Koda
- (ja) DVD fantasia

- (en) Cet article est partiellement ou en totalité issu de l’article de Wikipédia en anglais intitulé « Kumi Koda » (voir la liste des auteurs).